# Ferrovia di Neves Corvo
La ferrovia di Neves Corvo (in portoghese, Ramal de Neves-Corvo) è una linea ferroviaria a binario unico, a scartamento iberico del Portogallo che collega la stazione di Ourique, sulla ferrovia dell'Alentejo agli insediamenti di Neves, di Senhora da Graça e di Corvo, di Graça de Padrõesal, nel sud-ovest del paese.

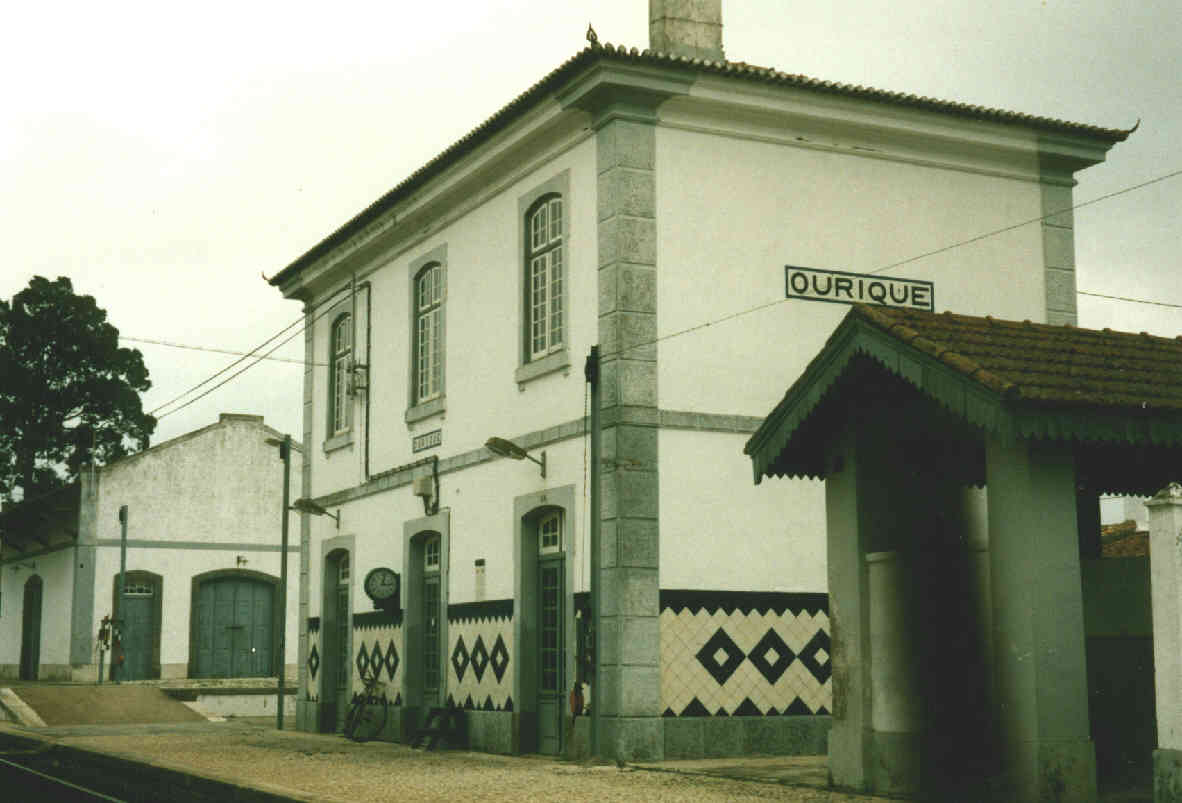
Stazione di Ourique

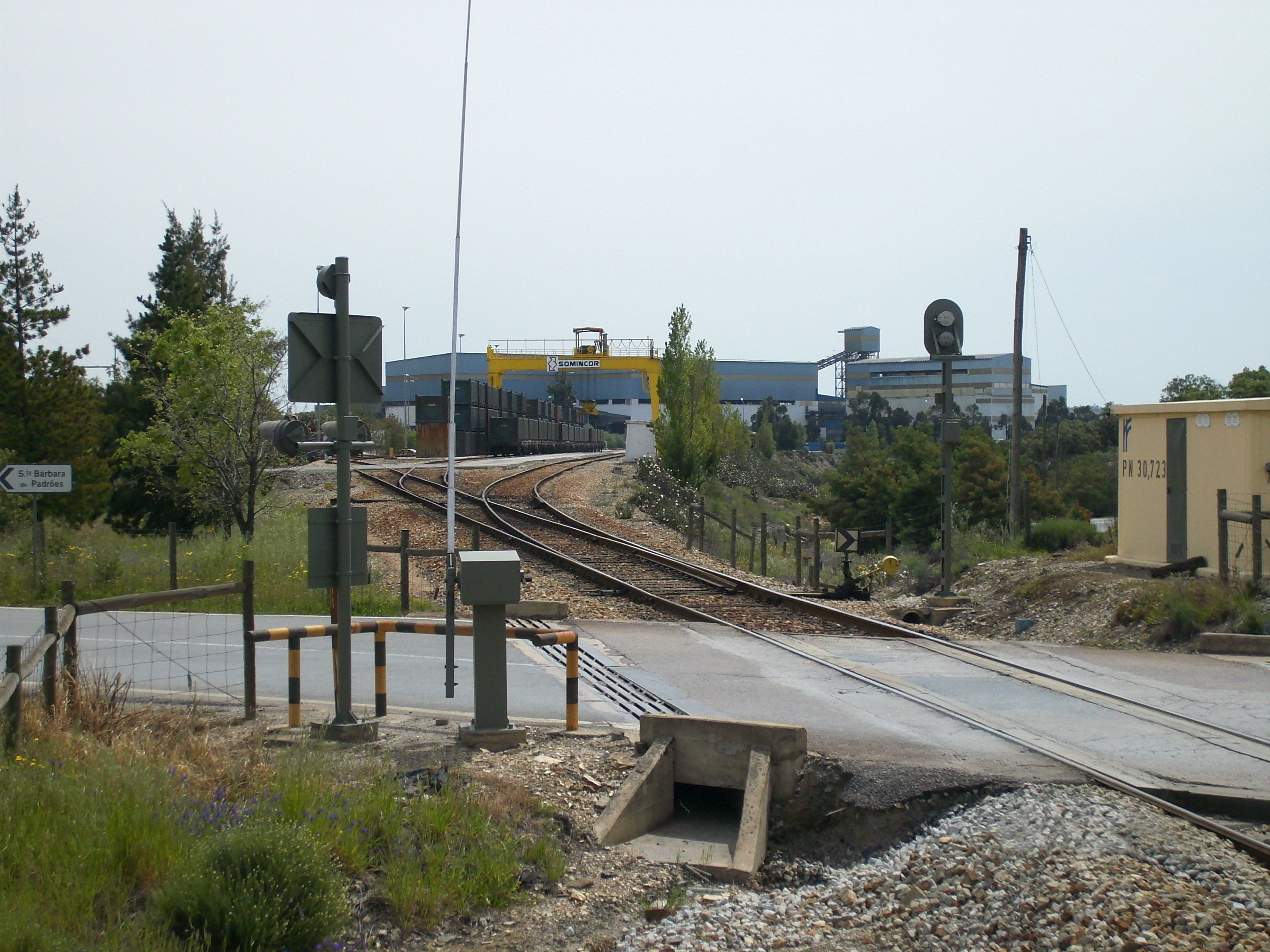
Stazione terminale di Neves-Corvo

La linea, a binario unico è lunga 30,8 km, fu aperta nel 1930.  È usata esclusivamente per trasporto merci ed è esercita a trazione Diesel. Fu rinnovata alla fine degli anni ottanta portando il carico per asse dei treni fino a 22,5 t; la velocità massima consentita è di 90 km/h.
La linea è quasi del tutto al servizio del complesso minerario di Neves-Corvo che fornisce pirite, rame, zinco e piombo.
|  | Unknown route-map component "STR+l" | Unknown route-map component "CONTfq" |

|  | Unknown route-map component "eBHF" |

|  | Unknown route-map component "eABZgl" | Unknown route-map component "exCONTfq" |

|  | Non-passenger station/depot on track |

| Straight track |

| Unknown route-map component "hKRZWae" |

| Unknown route-map component "hKRZWae" |

| Straight track |

| Straight track |

| Unknown route-map component "SPLa" |

| Unknown route-map component "tvSTRa@g" |

|  | Unknown route-map component "tvKDSTe" |